# Tiaprofensäure
Tiaprofensäure (Handelsname Surgam; Hersteller Sanofi) ist ein Derivat der Arylpropionsäure aus der Wirkstoffgruppe der nicht-steroidalen Antiphlogistika/Antirheumatika, welches in der symptomatischen Behandlung von entzündlich bedingten Schmerzen, Schwellungen und Fieber eingesetzt wird.

## Klinische Angaben

### Anwendungsgebiete (Indikationen)
Tiaprofensäure eignet sich zur symptomatischen Therapie von Schmerzen und Entzündungen bei:
- Chronischen Arthritiden, insbesondere rheumatoider Arthritis
- Spondylitis ankylosans (Morbus Bechterew) und anderen entzündlich-rheumatischen Wirbelsäulenerkrankungen
- Reizzuständen bei degenerativen Gelenk- und Wirbelsäulenerkrankungen (Arthrosen und Spondylarthrosen)
- Akuten Arthritiden, einschließlich Gichtanfall
- Schmerzhaften Schwellungen oder Entzündungen nach Verletzungen
- Entzündlicher Fibromyalgie[4]
- Zur Wundversorgung nach einer chirurgischen Exzision (z. B. bei Lipomen)

### Gegenanzeigen (Kontraindikationen)
Überempfindlichkeit gegenüber dem Arzneistoff, Acetylsalicylsäure oder anderen nicht-steroidalen Antirheumatika. Schwere Leber- und Nierenfunktionsstörungen, Asthma bronchiale, chronisch obstruktiven Atemwegserkrankungen COPD oder Atemwegsinfektionen, allergische Rhinitis (Heuschnupfen), gastrointestinale- oder andere aktive Blutungen.
Die Anwendung von Tiaprofensäure ist zur Behandlung von Kindern und Jugendlichen unter 18 Jahren nicht geeignet, da für diese Altersklasse keine ausreichenden Daten zur Sicherheit und Wirksamkeit vorliegen.

### Wechselwirkungen mit anderen Medikamenten
Die kombinierte Anwendung von Tiaprofensäure mit anderen nicht-steroidalen Antirheumatika,  (einschließlich  COX-2-Hemmern) sollte unterlassen werden. Bei gleichzeitiger Einnahme von Antikoagulanzien wie beispielsweise Phenprocoumon können die Blutungsneigungen verstärkt werden.
Die gleichzeitige Gabe von Tiaprofensäure und Methotrexat (Mittel gegen schwere Formen der Polyarthritis) kann zu vermehrten unerwünschten Nebenwirkungen von Methotrexat führen.
Die Wirkung von Diuretika und blutdrucksenkenden Mitteln kann durch Tiaprofensäure abgeschwächt werden. In Kombination mit Schleifendiuretika  (zum Beispiel Furosemid)  kann eine Nierenfunktionsstörung auftreten. Bei gleichzeitiger Gabe von kaliumsparenden Entwässerungsmitteln (beispielsweise Triamteren) erhöht sich der Kaliumspiegel im Blutserum mit der Gefahr von Herzrhythmusstörungen. Die Wirkung von Arzneimitteln zur Behandlung von Herzmuskelschwäche und Bluthochdruck kann abgeschwächt werden.

### Anwendung während Schwangerschaft und Stillzeit
Die Inhibition der Prostaglandinsynthese kann die Schwangerschaft und die embryo-fetale Entwicklung negativ beeinflussen. Daten aus epidemiologischen Studien weisen auf ein erhöhtes Risiko für Fehlgeburten sowie kardiale Missbildungen und Gastroschisis nach der Anwendung eines Prostaglandinsynthesehemmers in der Frühschwangerschaft hin. Es wird angenommen, dass das Risiko mit der Dosis und der Dauer der Therapie steigt.
Bei tierexperimentellen Studien wurde nachgewiesen, dass die Gabe eines Prostaglandinsynthesehemmers zu erhöhtem prä- und post-implantärem Verlust und zu embryo-fetaler Letalität führt. Ferner wurden erhöhte Inzidenzen verschiedener Missbildungen, einschließlich kardiovaskulärer Missbildungen, bei Tieren berichtet, die während der Phase der Organogenese einen Prostaglandinsynthesehemmer erhielten. Aus den genannten Gründen ist die Therapie mit Tiaprofensäure im dritten Schwangerschaftstrimester kontraindiziert.
Untersuchungen, ob Tiaprofensäure während der Stillzeit in die Muttermilch übergeht, liegen keine vor. Es existieren keine ausreichenden Erfahrungen zur Sicherheit für den Säugling. Die Anwendung des Arzneistoffs während der Stillzeit wird nicht empfohlen.

### Besondere Patientengruppen (Diabetiker, Nierenkranke)
Da der Qo-Wert von Tiaprofensäure hoch ist (Qo=0,55), ist keine Dosisanpassung bei leicht eingeschränkter Nierenfunktion notwendig. NSARs können jedoch zu akutem Nierenversagen führen, sofern die Aufrechterhaltung des renalen Blutflusses von renalen Prostaglandinen abhängt. Das Risiko, ein Nierenversagen zu entwickeln, ist unter anderem bei vorbestehender Niereninsuffizienz oder unter Komedikation mit ACE-Hemmern erhöht. Entsprechend ist bei schweren Einschränkungen der Nierenfunktion grundsätzlich Vorsicht geboten.

### Unerwünschte Wirkungen (Nebenwirkungen)
Häufig kommt es zu phototoxischen und photoallergischen Reaktionen der Haut, sehr selten zur Photosensibilisierung. Reizungen und Entzündungen der Harnblase, Stomatitis, Entzündung der Zunge (Glossitis), Mediastinitis (Ösophagusläsionen), Beschwerden im Unterbauch, Verstopfung (Obstipation), Erhöhung der Transaminasen, Pankreatitis, Sensibilitätsstörungen, Störungen der Geschmacksempfindung, psychotische Reaktionen, Palpitationen, Brustschmerzen, arterielle Hypertonie, Herzinsuffizienz, allergisch bedingte Vaskulitis und Idiopathische Lungenfibrose.

## Pharmakologische Eigenschaften

### Wirkungsmechanismus (Pharmakodynamik)
Tiaprofensäure ist ein Phenylpropionsäurederivat und gehört zur pharmakotherapeutischen Wirkstoffgruppe der nicht-steroidalen Antirheumatika, das sich über die Prostaglandinsynthesehemmung in Tierversuchen bei den üblichen Entzündungsmodellen als wirksam erwies. Tiaprofensäure reduziert beim Menschen entzündlich bedingte Schmerzen, Schwellungen und Fieber. Ferner wirkt es als Thrombozytenaggregationshemmer und hemmt Adenosindiphosphat- und die kollageninduzierte Plättchenaggregation.

### Aufnahme und Verteilung im Körper (Pharmakokinetik)
Nach oraler Anwendung wird Tiaprofensäure größtenteils im Magen und anschließend vollständig aus dem Dünndarm resorbiert. Die Metabolisierung erfolgt hepatisch, die pharmakologisch weitgehend inaktiven Metaboliten werden hauptsächlich renal, aber auch biliär vollständig eliminiert. Die Plasmahalbwertszeit beträgt beim Gesunden 1,5–2,7 Stunden, sie ist bei Nierenkranken und im höheren Alter auf 5,8 beziehungsweise 4,7 Stunden erhöht. Die Plasmaproteinbindung liegt bei 98–99 %. Maximale Plasmaspiegel werden bei oraler Gabe nach 1–3 Stunden erreicht. Die erforderliche therapeutisch wirksame Plasmakonzentration dürfte größer als 5 µg/ml sein. Die absolute Bioverfügbarkeit liegt nach oraler Applikation bei ungefähr 100 %.

#### Toxikologie
Bei einer Überdosierung können als Symptome zentral-nervöse Störungen mit Kopfschmerzen, Benommenheit und Bewusstlosigkeit, sowie Abdominalschmerzen, Übelkeit, Vertigo (Schwindel) und Erbrechen auftreten. Blutungen im Magen-Darm-Trakt sowie Funktionsstörungen der Leber und Nieren sind möglich. Ferner kann es zu einer Hypotonie (Blutdruckabfall), Atemdepression und Cyanose kommen.
Ein spezifisches Antidot existiert nicht. Therapiemaßnahmen bei oraler Überdosierung bestehen in erster Linie durch Brechmaßnahmen oder Magenspülung zur Giftentfernung. Kontrolle und Ausgleich des Wasser-Elektrolyt-Haushaltes und die engmaschigen Kontrolle der Vitalfunktionen gehören ebenfalls zur Elementarhilfe. Der LD50 Wert beträgt für die Maus 690 mg·kg−1 bei oraler Verabreichung.

## Chemie und Isomerie
Tiaprofensäure ist chiral, enthält also ein Stereozentrum. Es gibt somit zwei Enantiomere, die (R)-Form und die (S)-Form. Die Handelspräparate enthalten den Arzneistoff als Racemat (1:1-Gemisch der Enantiomere).